# (74138) 1998 QD75
(74138) 1998 QD75 – planetoida z pasa głównego asteroid okrążająca Słońce w ciągu 4,41 lat w średniej odległości 2,69 j.a. Odkryta 24 sierpnia 1998 roku.